# Maicon Santos
Maicon dos Santos Corrêa, beter bekend als Maicon Santos, (Paracambi, 18 april 1984) is een Braziliaans profvoetballer. In 2015 tekende hij bij Tampa Bay Rowdies uit de North American Soccer League. Hij heeft in zijn carrière in Brazilië, Tunesië, Libië, Israël, de Verenigde Staten en Mexico gespeeld.

## Clubcarrière
Maicon startte zijn carrière bij Madureira in Brazilië. In 2006 vertrok hij naar het Tunesische Étoile Sportive du Sahel. In zijn tijd in Noord-Afrika speelde hij ook een tijdje op huurbasis bij het Libische Al Nasr Benghazi. In 2008 vertrok hij naar Israël waar hij voor Hapoel Ironi Kiryat Shmona ging spelen. Na een korte periode bij Ironi Kiryat vertrok hij naar Hapoel Bnei Sachnin, wederom in Israël. Bij Sachnin speelde hij tien competitiewedstrijden. Hij keerde daarna terug naar Brazilië om voor Bonsucesso Futebol Clube te gaan spelen. In 2009 werd hij verhuurd aan het Amerikaanse Chivas USA. Bij Chivas speelde hij in negentien wedstrijden waarin hij twee keer scoorde.
Op 9 juli 2010 werd bekendgemaakt dat Toronto FC Maicon had overgenomen van Bonsucesso. Op 10 juli 2010 maakte hij tegen Colorado Rapids zijn debuut voor Toronto. Hij scoorde zijn eerste doelpunt voor Toronto in een vriendschappelijke wedstrijd tegen Bolton Wanderers en scoorde drie dagen later, op 24 juli 2010, zijn eerste competitiedoelpunt tegen FC Dallas. Door het vertrek van aanvoerder Dwayne De Rosario bij de club op 1 april 2011 nam Maicon Santos de aanvoerdersband over. Hiermee werd hij de eerste niet-Canadese aanvoerder van Toronto FC. Op 2 augustus 2011 werd Santos naar FC Dallas gestuurd inruil voor Eric Avila. Op 13 augustus scoorde hij in zijn debuutwedstrijd tegen Philadelphia Union zijn eerste doelpunt voor de club. Aan het einde van het seizoen in 2011 besloot de club niet met hem verder te gaan waardoor hij transfervrij een andere club kon zoeken.
Op 18 januari 2012 tekende Maicon transfervrij bij DC United. Ook DC United besloot aan het einde van het seizoen zijn contract niet te verlengen. Maicon Santos nam vervolgens deel aan de MLS Re-Entry Draft 2012 waarin hij werd gekozen door Chicago Fire. Hij maakte op 3 maart 2013 zijn debuut voor Chicago Fire in een met 4-0 verloren wedstrijd tegen Los Angeles Galaxy. Op 7 april scoorde hij tegen New York Red Bulls zijn eerste twee doelpunten voor de club. In 2014 tekende hij bij het Mexicaanse Puebla. Bij Puebla speelde hij een totaal van negen competitiewedstrijden en maakte hij één doelpunt. 
Op 4 februari 2015 tekende hij bij Tampa Bay Rowdies.